# Denpasar

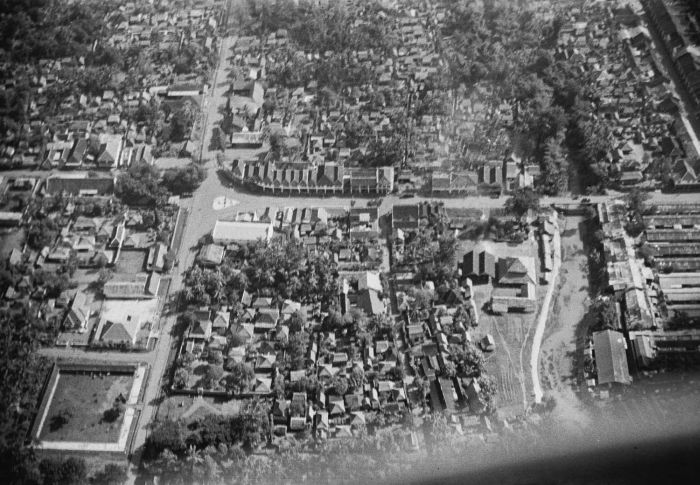
Calle Gajah Mada y mercado de Badung (1949).

Denpasar (en balinés: ᬤᬾᬦ᭄ᬧᬲᬃ, Dénpasar) es la capital de la isla de Bali (Indonesia), así como el emplazamiento del aeropuerto de Ngurah Rai, vía de entrada principal a la isla. Su población en 2012 era de 834 881 habitantes, El actual alcalde de Denpasar es I Madé Agung sane gdé Sānjāya.

## Etimología
Denpasar significa al norte del mercado.

## Kecamatan
Administrativamente, la ciudad de Denpasar consta de 4 kecamatan, 43 kelurahan con 209 aldeas. En 2017, la población alcanzaba las 638.548 personas con una superficie de 127,78 km² y una distribución poblacional de 4997 personas/km².
Los cuatro kecamatan de la ciudad de Denpasar, con la población establecida en el censo de 2010 son los siguientes:
- Denpasar Selatan (Denpasar Sur): 244.851
- Denpasar Timur (Denpasar Este): 138.404
- Denpasar Barat (Denpasar Oeste): 229.435
- Denpasar Utara (Denpasar Norte): 175.899

## Comercio
Es el centro de negocios y comercial de Bali, acoge todos los edificios públicos de la administración indonesia y la mayoría de escuelas técnicas y universidades.
La economía de la ciudad está enfocada hacia los trabajadores de las zonas turísticas del sur (Nusa Dua) y del este (Kuta) que se desplazan de Denpasar todos los días. 

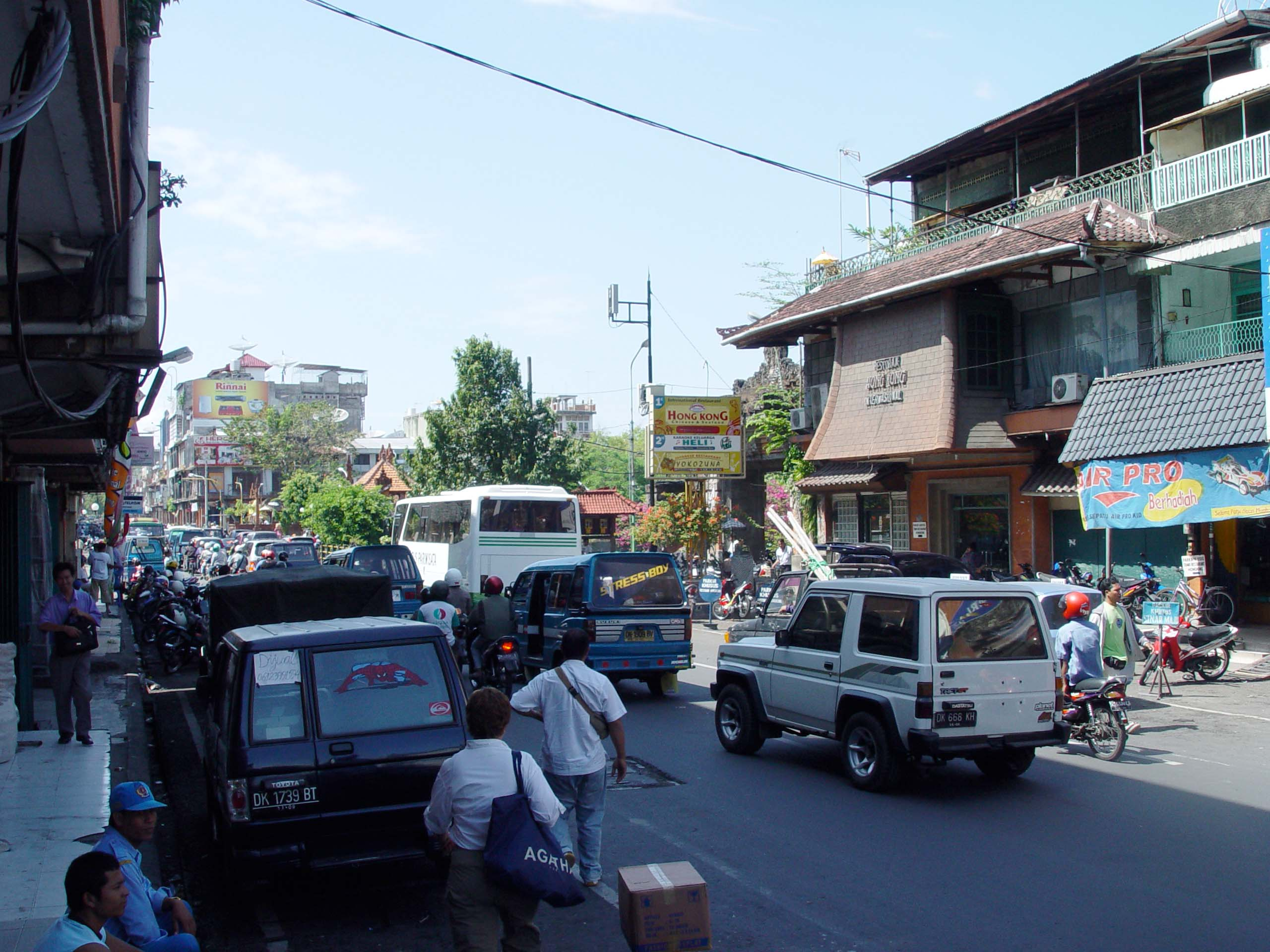
Calle Gajah Mada.

## Mercados

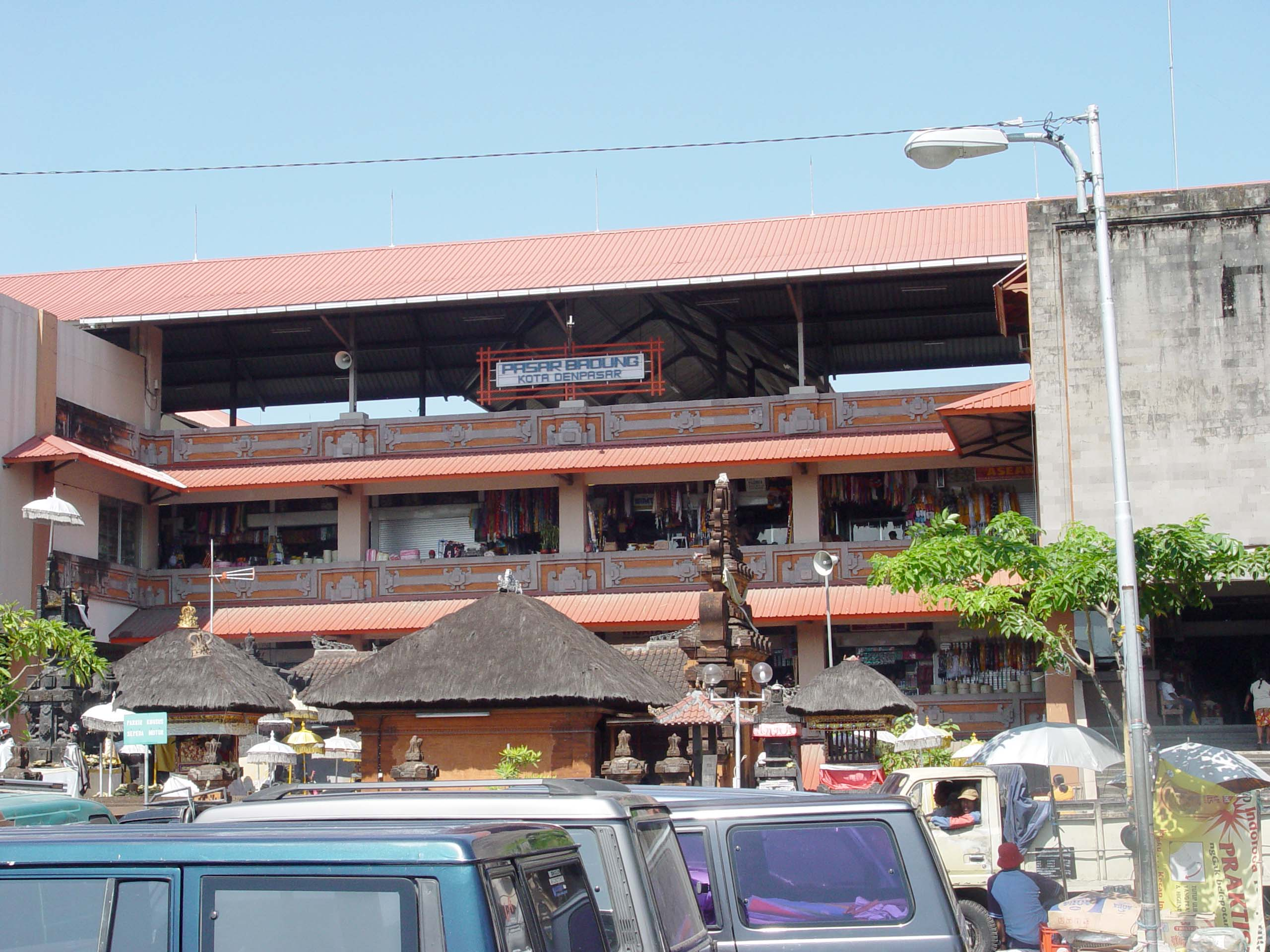
Pasar (mercado) Badung (2005).

En el centro de la ciudad encontramos dos mercados: pasar Badung y pasar Kumbasari, donde se encuentra artesanía, cestería, especias o frutas. En algunas calles encontramos distribuidos por gremios, los joyeros en la calle Hasannudin, en la calle Cajah Mada tiendas de electrónica y en la calle Sulawasi tejidos. 
También se encuentran 3 mercados nocturnos: el mercado de la estación de autobuses de Kereneng, el mercado Malam Pekambinan y el de la calle Diponegoro. 

## Turismo
En la ciudad encontramos, la plaza de Catur Muka, el Museo de Bali y el templo de Pura Jagatnata. 

### Museo

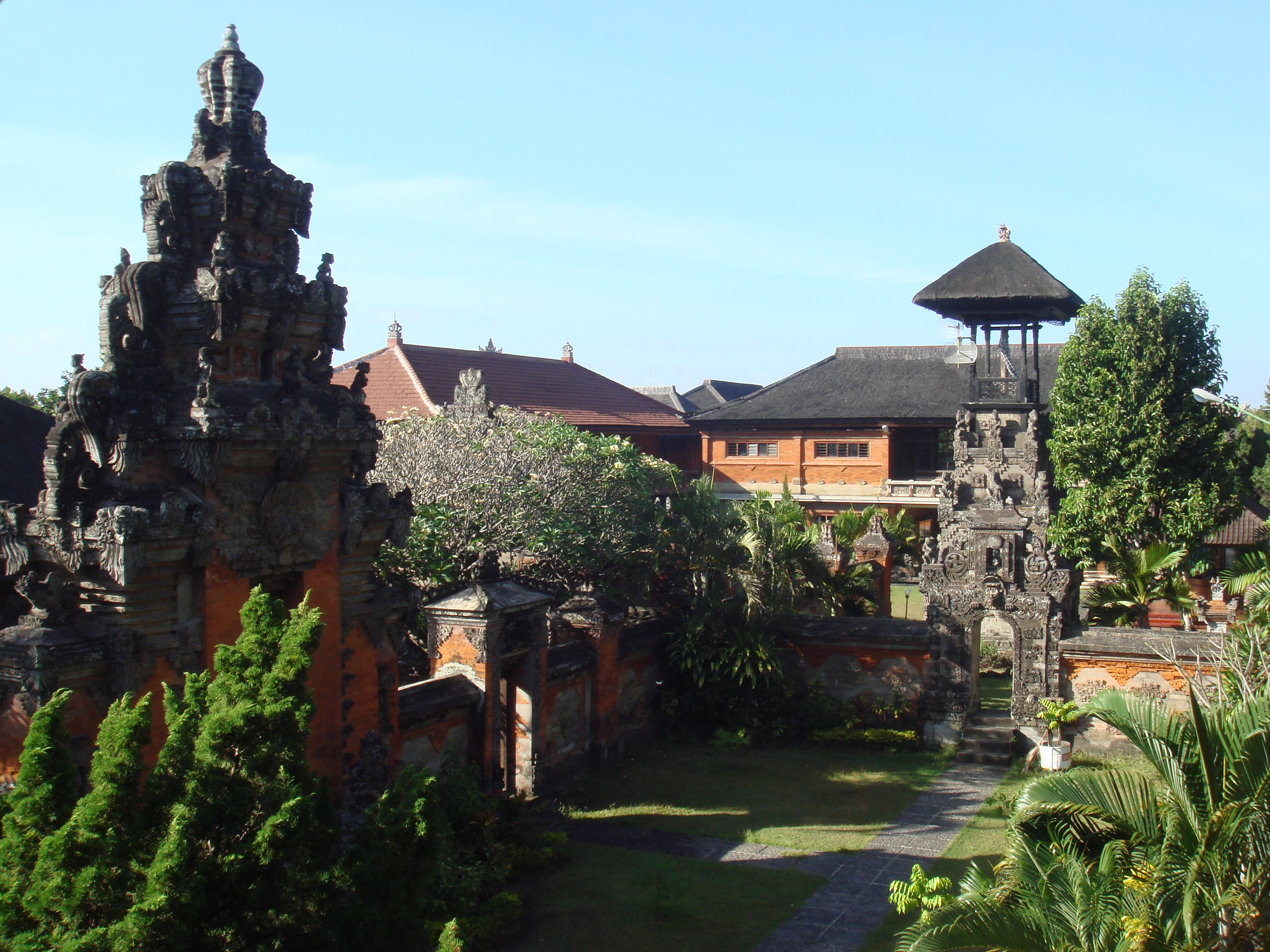
Museo de Bali

El Museo de Bali, fue construido en 1932 por el gobierno neerlandés y es un magnífico exponente de la arquitectura local, mezclando elementos palaciegos y religiosos. Las puertas, torre y patios que son típicos de los templos balineses, así como las terrazas, edificios sin ventanas y el edificio de ladrillo.
En el museo encontramos la torre del KulKul, donde se hacen sonar los tambores para avisar a la población, es un muy buen aviso En un principio el museo estaba formado por 4 patios, 5 pabellones y 5 pórticos, pero en los siguientes años se han ido añadiendo diversas estancias y transformando la puerta de acceso. En 1968 se añadieron nuevos pórticos y más tarde se construyó un edificio para exposiciones, una biblioteca y la administración. 
El contenido del museo empezó a reunirse en la década de 1930 gracias a la Asociación de Amigos del Museo, que estaba formada por la aristocracia balinesa, funcionarios neerlandeses y miembros de la Compañía Neerlandesa de Navegación, la asociación se debilitó durante la Segunda Guerra Mundial, pero el museo continuó gracias a I Gusti Made Mayun. En 1966 el museo empezó a depender del ministerio de cultura. 
Posee piezas que van desde la época prehistórica hasta nuestros días: herramientas de piedra del Neolítico, sarcófagos de la Edad de los Metales, efigies humanas construidas en plata, tallas de madera, textiles tradicionales, y pintura de Kamasan o contemporánea de Walter Spies o Arie Smith.

### Templo
Junto al museo se encuentra el templo Pura Jagatnatha, está dedicado a Sang Hang Widi Wasa y es el único templo dedicado a un solo Dios. En el templo destaca el Padmasana o altar central dedicado a Siva, construido en coral blanco. También encontramos la tortuga Bedawangnala y las dos serpientes Naga que todo ello simboliza la creación. A este templo se accede las noches de luna llena.